# Ален, месечева светлост
Ален, месечева светлост (шп. Alén, luz de luna) аргентинска је теленовела, снимана 1996.
У Србији је приказивана током 1999. и 2000. на локалним телевизијама.

## Синопсис
Живот успешног предузетника Пабла Пињеде мења се из корена када сазна да су му родитељи после смрти оставили кућу у планинама на југу Аргентине, коју су назвали „Ален“. Младић је изненађен, јер му отац и мајка никада ништа нису крили – одувек је знао да је усвојен, али ни у једном тренутку нису спомињали мистериозну грађевину. Дошавши у планине, Пабло упознаје Елену Гаљардо, која му помаже да сазна истину о свом пореклу. Са друге стране, пратимо причу Фани Одисио, Паблове биолошке мајке, која није желела дечака како јој не би упропастио политичку каријеру, те је наредила својим људима да га убију. Ипак, они то нису учинили, већ су га дали породици Пињеда. Ту је и Паблов прави отац, добродушни старац Педро Ледесма, који је у младости био Фанин љубавник, али никада није сазнао да је родила његово дете. Тридесет година касније, Педро излази из затвора у ком је био неправедно и одлучује да се врати у планинско село, желећи да види своју праву љубав – Елену Гаљардо, несвестан да му је судбина спремила сусрет са сином. Фани бива ужаснута када сазна да су се Педро и Пабло упознали и заволели, не знајући да су отац и син. Уплашена да би истина могла да се открије, зла жена чини све да их посвађа, а њена кћерка Сол заљубљује се у Пабла… Ту је и љубавна прича Пабла и његове знатно старије комшинице Норе, чијег сина воли као рођено дете. Након што Нора умре, Пабло ће уз Педрову помоћ преузети бригу о дечаку…

## Улоге
| Глумац:                  | Улога:            |
| ------------------------ | ----------------- |
| Густаво Бермудез         | Пабло Пињеда      |
| Ектор Алтерио            | Педро Ледесма     |
| Силвија Монтанари        | Каранса Ландабуру |
| Вивијан Пасмантер        | Вера Ардој        |
| Силвана ди Лорензо       | Нора Габиа        |
| Марта Гонзалез           | Елена Гаљардо     |
| Маите Зумелзу            | Патрисија Гаљардо |
| Умберто Серано           | Енрике Ардој      |
| Ћани Мало Селина         | Каранса           |
| Лита Соријано            | Кармен Ајала      |
| Гвадалупе Мартинез Урија | Сол Ардој         |
| Марија Пиа               | Аука              |
| Хорхе Виљалба            | Феликс де Бијасе  |